# Amàlia de Saxònia
La princesa Amalie de Saxònia fou una compositora i escriptora. Va nàixer al castell de Pillnitz, prop de Dresden a Saxònia, avui Alemanya, el 10 d'agost del 1794. Hi va morir el 18 de setembre de 1870. Com a compositora utilitzava el pseudònim d'A. Selena i, com a escriptora, el nom d'Amelie Heiter. Era la filla del príncep Maximilià de Saxònia i de la princesa Carolina de Parma.

## Biografia
Amalie va viure durant tota la vida al castell de Pillnitz. Tenia un bon nivell educatiu i intel·lectual, amb els quals va desenvolupar una gran curiositat per la música de cambra, l'òpera, la música sacra… També li agradava cantar, escriure comèdies i tocar el clavicèmbal.
Amalie era una noia jove quan tingueren lloc les guerres napoleòniques i va haver de fugir moltes vegades del seu castell amb la família, que –tot i ser extraordinàriament rics– es van veure obligats a dormir a llocs més pobres. Va coincidir amb Napoleó diverses vegades i va acabar amb una opinió molt negativa sobre ell. Quan Napoleó va explicar-li que volia envair Àustria, la princesa va contestar-li amb una astuta rèplica.

## Carrera musical
Amalie va començar a compondre música l'any 1811 i va fer moltes òperes, les millores n'eren les seves òperes còmiques. Va ser capaç de retratar els seus personatges amb molta innovació i gran color. Va estudiar amb Joseph Schuster, Vincenzo Rastrelli, Johann Miksch, François Schubert i Carl Maria von Weber (que li va observar un gran talent).

## Obres
- Una donna (1816)
- Le nozze funeste (1816)
- Le tre cinture (1817)
- Il prigioniere (1820)
- L'americana (1820)
- Elvira (1821)
- Elisa ed Ernesto (1823)
- La fedeltà alla prova (1826)
- Vecchiezza e gioventù (1828)
- Il figlio pentito (1831)
- Il marchesino (1833)
- Die Siegesfahne (1834)
- La casa disabitata (1835)